# انبرک‌سوسمار
انبرک‌سوسمار (نام علمی: Labidiosuchus) نام یک سرده از رده خزندگان است.